# Santa Cruz Operation
Santa Cruz Operation (SCO) byl název společnosti zabývající se informačními technologiemi, založené ve městě Santa Cruz, CA. Proslavila se prodejem tří variant Unixu pro procesory architektury Intel x86: XENIX, SCO UNIX (známé později jako SCO OpenServer) a UnixWare.
V roce 1993 koupila SCO dvě menší společnosti a vyvinula produktovou řadu pod názvem Tarantella. Roku 2001 prodala SCO svá práva na Unix a související oblasti společnosti Caldera Systems, ponechala si pouze svou řadu Tarantella a změnila název na Tarantella, Inc.
Caldera byla následně přejmenována na The SCO Group (SCOX podle NASDAQ; nyní SCOXQ.PK), což bylo často příčinou nesprávného rozlišení těchto dvou společností. Zde popisovaná společnost je původní Santa Cruz Operation (NASDAQ: SCO). Přestože se až do roku 2001 mluvilo prostě jen o „SCO“, nyní se někdy rozlišuje „stará SCO“ (nebo „Santa Cruz“) a „The SCO Group“ (SCOX, SCOXQ.PK).

## Santa Cruz Operation a UNIX
SCO byla založena roku 1978 Dougem Michelsem a jeho otcem Larrym jako poradenská společnost zabývající se portováním Unixu. Roku 1983 koupila firma práva od společnosti Microsoft, aby mohla přenést XENIX (svůj první Unix využívající balíčkovacího systému) na procesory Intel. Xenix byl odvozen z předchozích větví Unixu. V roce 1987 byl Xenix přenesen na procesor Intel 80386. Ve stejném roce předala společnost Microsoft práva na Xenix firmě SCO s tím, že Microsoft bude mít ve společnosti SCO 25% podíl.
Roku 1986 koupila Santa Cruz Operation divizi softwarových produktů britské poradenské firmy Logica a založila svou evropskou centrálu. Ta byla původně vedena Gary Danielsem, Stevem Brophym, Billem Batesonem a Geraintem Daviesem a Peterem Kettlem za Evropu. Tato evropská odnož SCO se prudce rozrůstala a dosáhla okolo 40 % světových příjmů celé společnosti.
V roce 1989 začala SCO vyvíjet SCO UNIX, který byl odvozen z novější větve vývojového stromu systému Unix, verze SYSTEM V Release 3.2. Původní verze SCO UNIX Release 3.2.0 nezahrnovala podporu síťového protokolu TCP/IP nebo grafického protokolu X Window System. Krátce po vydání tohoto základního operačního systému ho SCO přenesla do produktu s názvem SCO OpenDesktop. Díky popularitě architektury x86 se Xenix společně s SCO UNIX staly nejvíce instalovanými operačními systémy na bázi Unix.
Firma SCO se představila veřejnosti na mimoburzovním trhu NASDAQ v roce 1993. Roku 1994 byl vydán SCO MPX, balíček SCO UNIX pro podporu technologie SMP.
Roku 1995 koupila společnost zdrojový kód systému AT&T UNIX od firmy Novell a nakonec se stala poskytovatelem licence pro Unix. Dosáhla tak začlenění důležitých vlastností operačního systému System V Release 4 do svého systému SCO UNIX. Od Novellu také získala systém UnixWare a přejmenovala svůj SCO UNIX na SCO OpenServer. Později mohla firma použít část kódu UnixWaru v dalších verzích systému OpenServer. SCO vydala několik verzí systému UnixWare, zejména v roce 1997 verzi 7.x, která představovala spojení vlastností systémů UnixWare 2 a OpenServer 5.
Mezi léty 1997 a 1999 se firma podílela na osvětovém projektu 86open, majícím za cíl sjednotit reprezentaci dat na unixových systémech pro procesory architektury x86.
Do roku 1990 bylo po celém světě 15 000 koncových prodejců, nabízejících svým zákazníkům unixové řešení od společnosti SCO.
Dne 2. srpna 2000 oznámila firma SCO, že svá oddělení serverového softwaru a oddělení služeb, stejně jako technologie UnixWare a OpenServer prodává společnosti Caldera Systems, Inc. Prodej byl uskutečněn v květnu roku 2001. Tehdy se Caldera přejmenovala na „Caldera International“ a zbývající část společnosti SCO, divize Tarantella, změnila svůj název na „Tarantella, Inc.“.
V srpnu 2002 byla Caldera International přejmenována na „The SCO Group“, jelikož produkty řady SCO UNIX byly stále silným zdrojem příjmů zejména díky obrovskému množství uskutečněných instalací od roku 1990. Tato skutečnost také brzy odstartovala spory mezi společností SCO a prodejci a uživateli Linuxu.
Dne 14. září 2007 vyhlásila společnost The SCO Group bankrot.